# Граф де Модика

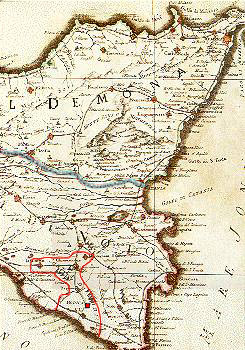
Историческая карта острова Сицилия (XVIII век), где графство де Модика обведено красным цветом

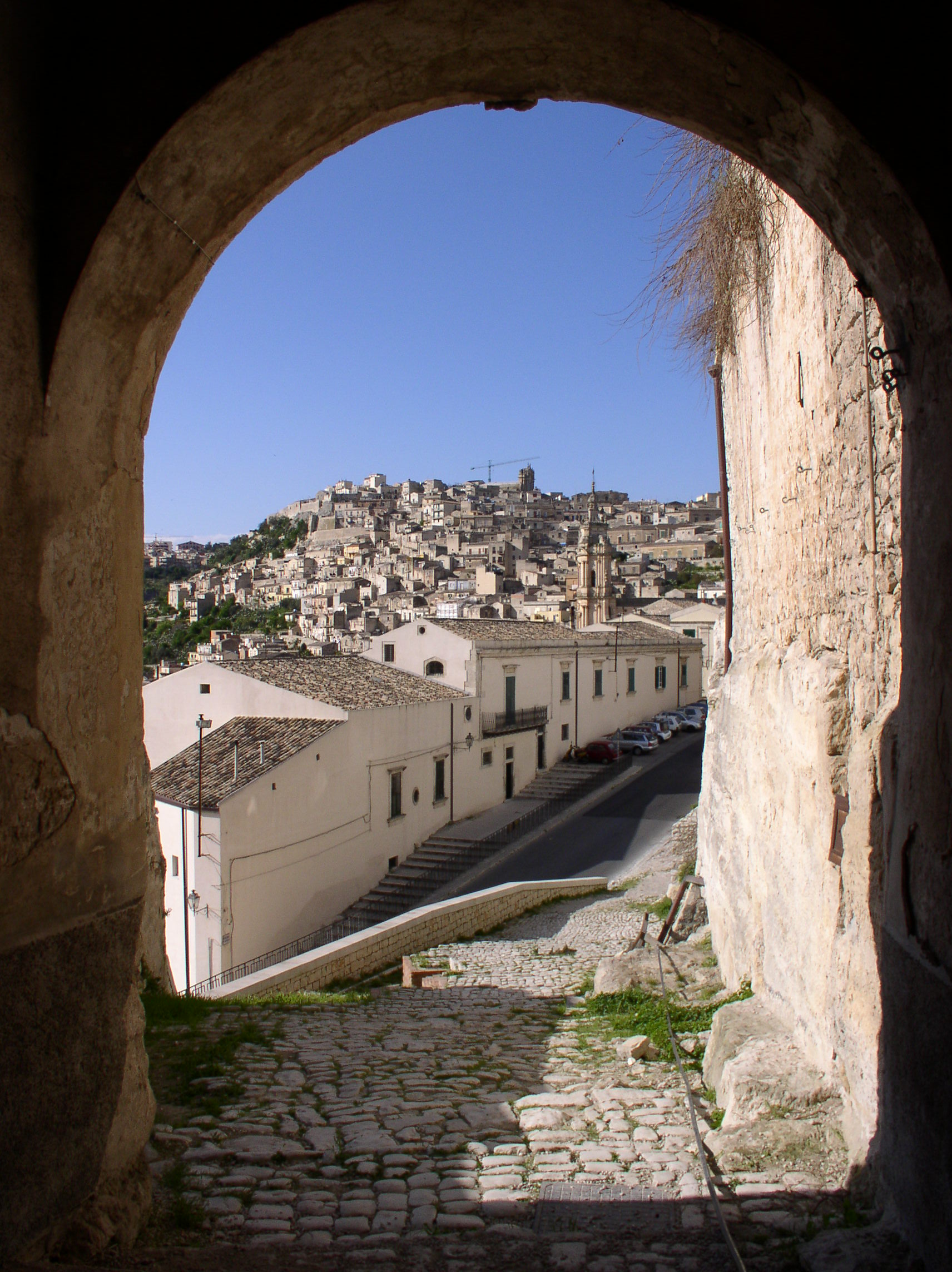
Вход в графский дворец, верхняя часть Старого города

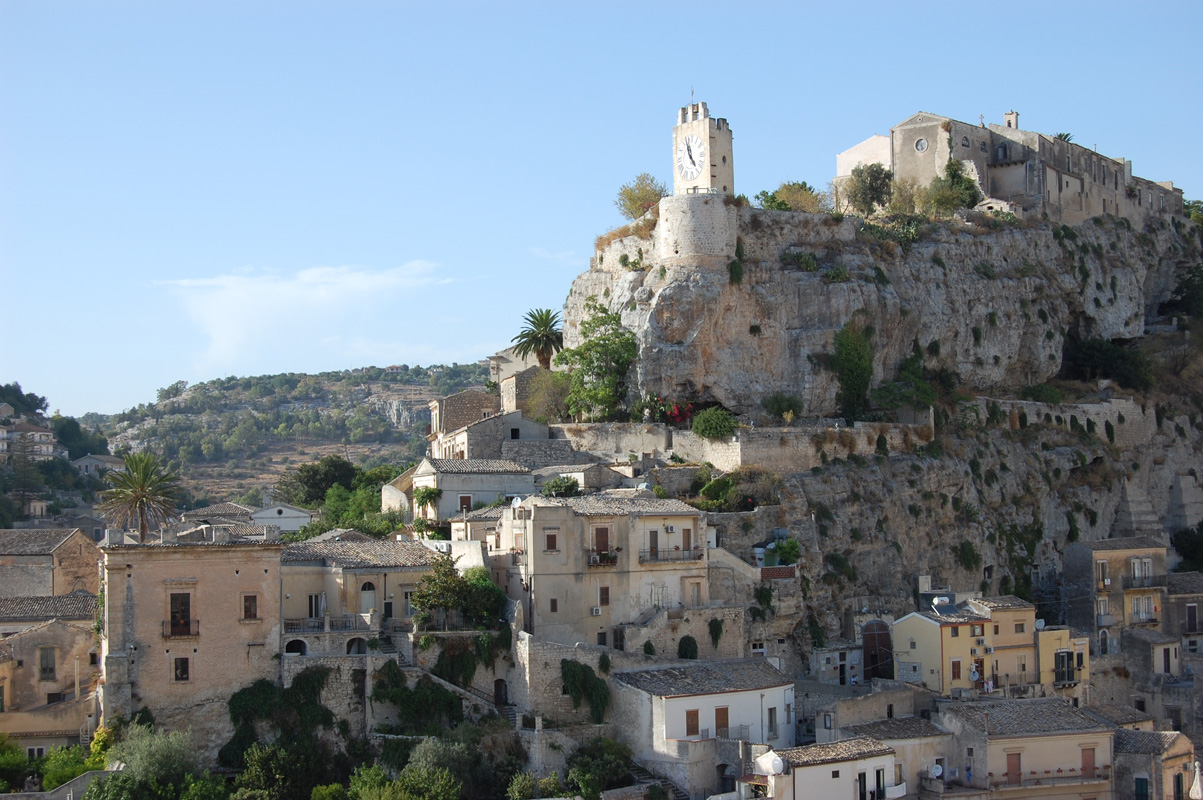
Замок Модика в 2007 году

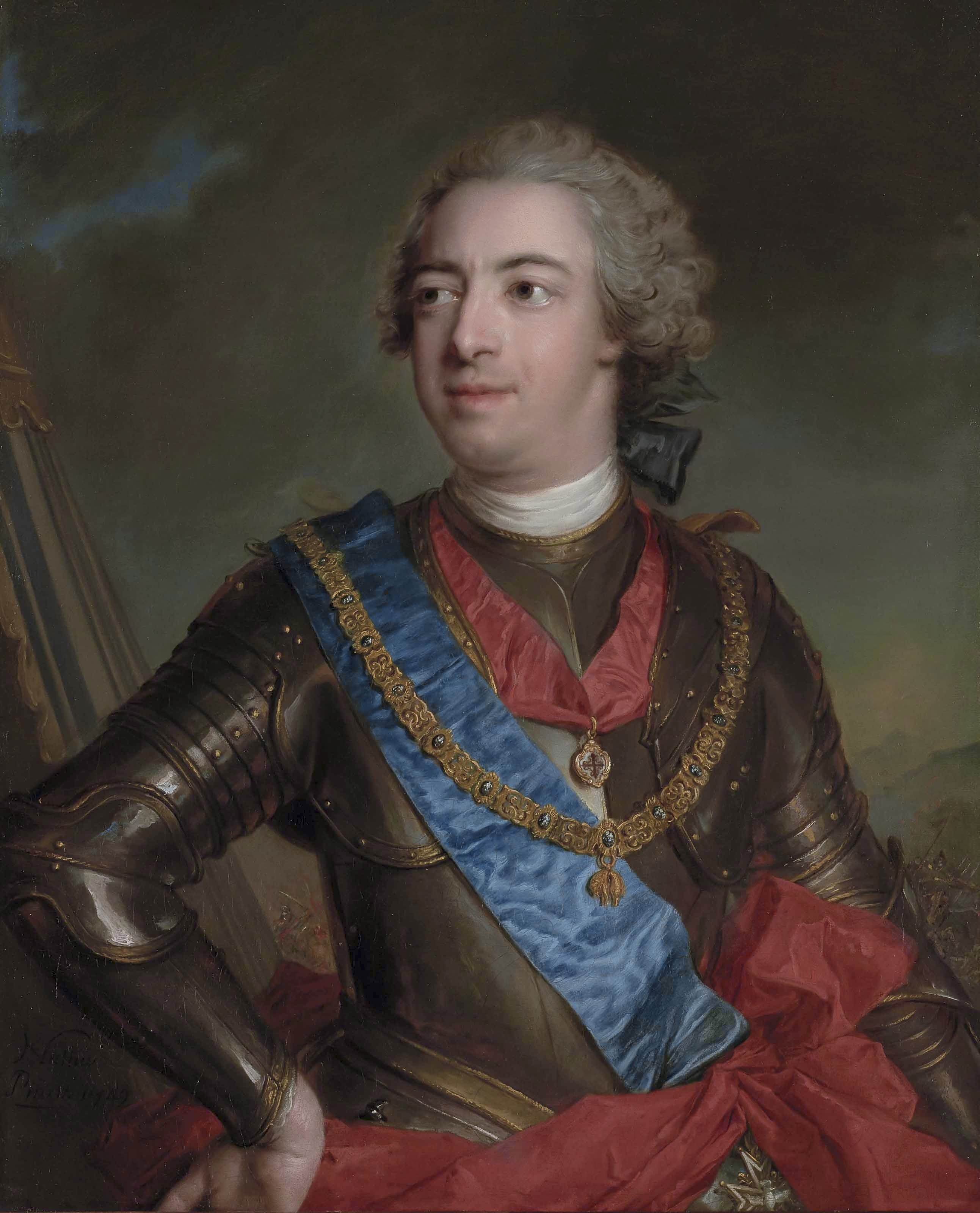
Дон Фернандо де Сильва и Альварес де Толедо, 12-й герцог Альба, 15-й граф де Модика (1714—1776)

Граф де Модика — испанский дворянский титул. Он был создан 11 ноября 1282 года королем Сицилии и Неаполя Карлом I Анжуйским для Федерико ди Моска. Он происходил из знатного швабского рода из Констанцы. Его отец, Рикардо ди Моска, перебрался на Сицилию в правление императора Священной Римской империи Генриха VI Гогенштауфена, а при его сыне, Фридрихе II, получил титул сеньора ди Модика. В 1295 году Федерико отказался от графского титула в пользу своего сына Манфреди ди Моска. В 1296 году новый король Сицилии Федериго II конфисковал графство Модика у Манфреди ди Моска и передал его Манфреди I Кьярамонте (1296—1321), женатому первым браком на его сестре Изабелле ди Моска.
Название графского титула происходит от названия города Модика, провинция Рагуза, регион Сицилия (Италия).

## Список графов де Модика
- 1282—1295: Федерико ди Моска[итал.]
- 1295—1296: Манфреди ди Моска, сын предыдущего.

### Дом Кьярамонте
- 1296—1321: Манфреди I Кьярамонте Префоглио[итал.] (? — 1321), сын Федерико Кьярамонте и Розалии Префоглио
- 1321—1342: Джованни I Кьярамонте Склафани[итал.] (? — 1342), сын предыдущего и Беатрис Склафани
- 1342—1353: Манфреди II Кьярамонте Палицци[итал.] (? — 1353), сын Джованни Кьярамонте Префоглио (? — 1339) и Лукки Палицци Вентимилья
- 1353—1353: Симоне Кьярамонте д’Арагона (? — 1356), сын предыдущего и Матии д’Арагон
- 1360—1363: Федерико Кьярамонте Палицци (? — 1363), сын Джованни II Кьярамонте
- 1363—1369: Маттео Кьярамонте Монкада (? — 1369), сын предыдущего
- 1369—1391: Манфреди III Кьярамонте[итал.] (? — 1391), внебрачный сын Джованни II Кьяромонте, внук Манфреди I
- 1391—1392: Андреа Кьярамонте[итал.] (? — 1392), единственный сын предыдущего.

### Дом Кабрера
- 1392—1423: Бернардо Кабрера и Фуа[итал.] (1350—1423), сын Бернардо III де Кабреры, виконта де Кабрера (?-1368), и Маргариты де Фуа.
- 1423—1466: Бернардо Джованни Кабера д’Арагона[итал.] (1400—1466), сын предыдущего и Тимбор д’Арагона-Прадес
- 1466—1474: Джованни Кабера и Прадес[кат.] (1425—1474), старший сын предыдущего и Виоланты де Прадес и д’Арагона (1395—1471)
- 1474—1477: Джованни Кабрера[кат.] (? — 1477), сын предыдущего. Был женат на Анне де Монкаде и Кардоне.
- 1477—1526: Анна де Кабрера[кат.] (1459—1526), сестра предыдущего. Супруг — Фадрике Энрикес де Веласко, 4-й адмирал Кастилии (1460—1537).
- 1526—1565: Анна де Кабрера и Монкада[кат.] (1526—1565), племянница предыдущей. Супруг — Луис Энрикес и Хирон, 2-й герцог де Медина-де-Риосеко (ок. 1500—1572).

### Дом Энрикес-Кабрера
- 1530—1565: Луис I Энрикес де Кабрера (? — 1572), сын Фернандо Энрикеса де Веласко (? — 1542) и Марии Хирон.
- 1565—1596: Луис II Энрикес де Кабрера (1531—1596), единственный сын предыдущего и Аны де Кабрера, 5-й графини де Модика-и-Осона (ок. 1500 — 1565)
- 1596—1600: Луис III Энрикес де Кабрера-и-Монкада[исп.] (? — 1600), старший сын предыдущего и Аны де Мендосы (ок. 1530 — 1595)
- 1600—1647: Хуан Алонсо Энрикес де Кабрера-и-Колонна[исп.] (1600—1647), сын предыдущего и Виктории Колонны Энрикес-Кабреры (1558—1637)
- 1647—1691: Хуан Гаспар Энрикес де Кабрера-и-Сандоваль[исп.] (1625—1691), сын предыдущего и Луизы де Сандоваль-и-Падилья
- 1691—1705: Хуан Томас Энрикес де Кабрера и Альварес де Толедо (1646—1705), сын предыдущего и Эльвиры Альварес де Толедо Осорио Понсе де Леон
- 1705—1740: Паскуаль Энрикес де Кабрера-и-Альманса[исп.] (1682—1736), единственный сын Луиса Энрикеса де Кабреры-и-Альвареса де Толедо (? — 1713), 8-го герцога де Медина-де-Риосеко, и Тересы Энрикес де Альманса, 8-й маркизы де Альканьисес (ок. 1660 — 1713)
- 1740—1742: Мария Энрике де Кабрера-и-Альманса (? — 1742), сестра предыдущего.

### Дом Альба
- 1742—1755: Мария Тереза Альварес де Толедо и Аро[исп.] (1691—1755), 11-я герцогиня де Альба. Дочь Франсиско Альвареса де Толедо и Сильвы, 10-го герцога де Альба (1662—1739), и Каталины Мендес де Ара Гусман, 8-й маркизы дель-Карпио (1672—1733).
- 1755—1776: Фернандо де Сильва и Альварес де Толедо (1714—1776), 12-й герцог де Альба, сын Хосе Мануэля де Сильва и Толедо, 10-го графа Гальве, и Марии Терезы Альварес де Толедо, 11-й герцогини Альба (1739—1755).
- 1776—1802: Мария дель Пилар Тереза Каэтана де Сильва Альварес де Толедо (1762—1802), 13-я герцогиня Альба, единственная дочь Франсиско де Паула де Сильва и Альварес де Толедо (1733—1770), 10-го герцога де Уэскара (1755—1770), и Марианы дел Пилар де Сильва-Базан и Сармьенто.
- 1802—1835: Карлос Мигель Фитц-Джеймс Стюарт и Сильва (1794—1835), 14-й герцог Альба, второй сын гранда Хакобо Филипе Фитц-Джеймса Стюарта и Сильвы (1773—1794), 5-го герцога де Лириа-и-Херика и 5-го герцога Бервика (1787—1794), и Марии Терезы Фернандес и Палафокс (1772—1818).
- 1835—1881: Хакобо Фитц-Джеймс Стюарт и Вентимилья (1821—1881), 15-й герцог Альба, старший сын Карлоса Мигеля Фитц-Джеймса Стюарта и Сильвы(1794—1835), 7-го герцога де Лириа-и-Херика и 7-го герцога Бервик (1795—1835), 14-го герцога Альба-де-Тормес и 12-го герцога Уэскара (1802—1835), и Розалии Вентимилья и Монкада (1798—1868), принцессы ди Граммонте.
- 1881—1901: Карлос Мария Фитц-Джеймс и Палафокс (1849—1901), 16-й герцог Альба, единственный сын Хакобо Фитц-Джеймса Стюарта и Вентимилья (1821—1881), 15-го герцога Альба (1835—1881), и Марии Франсиски де Палафокс и Портокарреро де Гусман и Киркпатрик (1825—1860)
- 1901—1953: Хакобо Фитц-Джеймс Стюарт и Фалько (1878—1953), 17-й герцог де Альба, старший сын Карлоса Марии Фитц-Джеймса Стюарта и Палафокса (1849—1901), 16-го герцога Альба-де-Тормес (1881—1901), и Марии дель Росарио Фалько и Осорио (1854—1904), 21-й графине де Сируэла.
- 1953—2014: Каэтана Фтц-Джеймс Стюарт и де Сильва Фалько и Гутрубай (1926—2014), 18-я герцогиня де Альба, единственная дочь Хакобо Фитц-Джеймса Стюарта и Фалько (1878—1953), 17-го герцога Альба, и Марии дель Росарио де Сильва и Гутрубай (1900—1934), 15-й герцогини Алиага и 10-й маркизы Сан-Висенте-дель-Барко.
- 2014 — н.в.: Карлос Фитц-Джеймс Стюарт и Мартинес де Ирухо (род. 1948), 19-й герцог Альба. Старший сын Марии дель Росарио Каэтаны Альфонсы Виктории Евгении Франциски Фитц-Джеймс Стюарт и Сильва (1926—2014), 18-й герцогини Альба, от первого брака с Луисом Мартинесом де Ирухо-и-Артаскоса (1919—1972), сыном Педро Мартинеса де Ирухо-и-Артаскоса (1882—1957), 9-го герцога Сотомайора, и Анны Марии де Артаскос (1892—1930).